# Coulogne
Coulogne település Franciaországban, Pas-de-Calais megyében. Lakosainak száma 5403 fő (2022. január 1.). Coulogne Calais, Marck, Les Attaques, Coquelles és Hames-Boucres községekkel határos.

## Népesség
A település népességének változása:
| Lakosok száma | 5474 | 5376 | 5560 | 5372 | 5401 | 5430 | 5451 | 5414 | 5403 |
|               | 2013 | 2015 | 2016 | 2017 | 2018 | 2019 | 2020 | 2021 | 2022 |